# Chagasia
Chagasia is een geslacht van muggen uit de familie van de steekmuggen (Culicidae). De wetenschappelijke naam van het geslacht werd voor het eerst geldig gepubliceerd in 1906 door de Braziliaanse epidemioloog Oswaldo Cruz. Hij noemde het geslacht Chagasia ter ere van zijn vriend en collega Carlos Chagas. Het door Cruz beschreven geslacht heeft als typesoort Chagasia neivae. De soorten van dit geslacht komen voor in het Neotropisch gebied. Het geslacht Chagasia omvat in totaal vijf soorten.

## Soorten
Hieronder volgt een lijst van de soorten van dit geslacht:
- C. ablusa Harbach, 2009
- C. bathana (Dyar, 1928)
- C. bonneae Root, 1927
- C. fajardi (Lutz, 1904)
- C. rozeboomi Causey, Deane & Deane, 1944